# Strobilanthes multiflora
Strobilanthes multiflora är en akantusväxtart som beskrevs av Ridley. Strobilanthes multiflora ingår i släktet Strobilanthes och familjen akantusväxter. Inga underarter finns listade i Catalogue of Life.